# Hamilton Academical
Hamilton Academical (offiziell: Hamilton Academical Football Club) ist ein professioneller Fußballverein aus Hamilton, Schottland. Der Verein wurde 1874 gegründet und spielt derzeit in der drittklassigen Scottish League One.
Die Accies spielten von 2001 bis 2025 im New Douglas Park, das an Stelle des alten Douglas Park gebaut wurde und zwischen 1888 und 1994 Heimspielstätte von Hamilton war. Ab 2025 wird der Club seine Heimspiele im Broadwood Stadium austragen. 1971 erregte der Verein internationales Aufsehen, als er mit der Verpflichtung von drei polnischen Spielern als erster Klub aus Großbritannien Fußballer aus dem Ostblock unter Vertrag nahm. 2008 gelang dem Club nach 20 Jahren die Rückkehr in die höchste Spielklasse, die Scottish Premier League. Am Ende der Saison 2010/11 stieg Hamilton als Letztplatzierter wieder ab, konnte in der Saison 2013/14 den Erfolg von 2008 jedoch wiederholen und spielte bis zum erneuten Abstieg im Sommer 2021 im schottischen Oberhaus. Nach der Saison 2022/23 unterlag Hamilton Academical im Finalrückspiel der Scottish Championship Playoffs dramatisch im Elfmeterschießen gegen Airdrieonians FC und musste den Gang in die dritte Liga antreten.

## Erfolge
- Scottish League Challenge Cup: 1992, 1993, 2023
- Scottish First Division: 1985/86, 1987/88, 2007/08
- Scottish Division Two: 1903/04
- Scottish Third Division: 2000/01

## Bekannte Spieler
- Paul Hartley
- Marcel Mahouvé
- Simon Mensing
- David Moyes
- Bobby Shearer
- Roman Wallner

## Alle Trainer (1914 bis heute)
- Alex Raisbeck, 1914–1922
- David Buchanon, 1922–1923
- Scott Duncan, 1923–1925
- Willie McAndrew, 1925–1946
- Jimmy McStay, 1946–1951
- Andrew Wylie, 1951–1953
- Jacky Cox, 1953–1956
- John Lowe, 1956–1958
- Andy Paton, 1959–1968
- John Crines, 1968–1969
- Billy Lamont, 1969 (Player/Manager)
- Tommy Ewing, 1969–1970
- Bobby Shearer, 1970–1971
- Ronnie Simpson, 1971–1972
- Billy Lamont, 1972 (Caretaker)
- Eric Smith, 1972–1978
- Davie McParland, 1978–1982
- John Blackley, 1982–1983
- Bertie Auld, 1983–1984
- John Lambie, 1984–1988
- Jim Dempsey, 1988–1989
- George Miller, 1989 (Caretaker)
- John Lambie, 1989–1990
- George Miller, 1990 (Caretaker)
- Billy McLaren, 1990–1992
- Iain Munro, 1992–1996
- Sandy Clark, 1996–1998
- Colin Miller, 1998–1999 (Spieler/Trainer)
- Ally Dawson, 1999–2002
- Chris Hillcoat, 2002–2003
- Allan Maitland, 2003–2005
- Billy Reid, 2005–2013
- Alex Neil, 2013–2015
- Martin Canning, 2015–2019
- Brian Rice, 2019–2021
- Stuart Taylor, 2021–2022
- John Rankin, seit 2022